# Catsuit

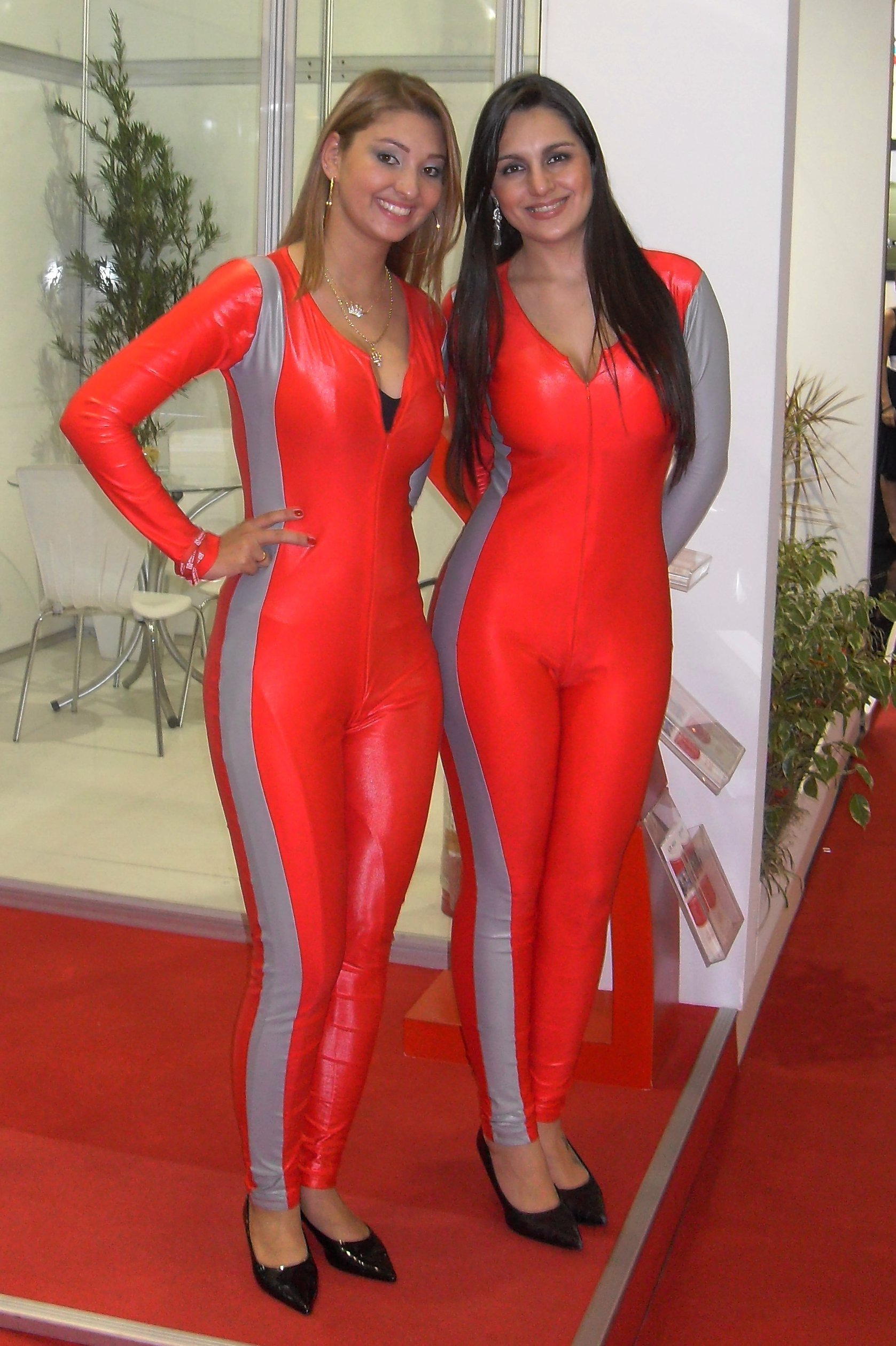
Messehostessen in Catsuits

Ein Catsuit ist ein einteiliges, eng anliegendes Kleidungsstück, das den Körper nahezu komplett umhüllt. Im Gegensatz zu einem Leotard ist ein Catsuit knöchellang und bedeckt die Beine. Es gibt auch kein Schrittfutter und keine Stützung der Brust. Zentais bedecken zusätzlich auch Kopf und Gesicht. Catsuits werden häufig zur Kostümierung oder Maskierung des Trägers genutzt, als Sportbekleidung eingesetzt oder finden bei Bluescreen-Aufnahmen in der Filmindustrie Verwendung.

## Materialien
Hergestellt werden diese Kleidungsstücke in der Regel aus elastischen Geweben. Übliches Fasermaterial ist Elastan, auch als Spandex oder Lycra bekannt. Des Weiteren sind Elastan-Mischgewebe (z. B. Stretchspitze, Stretchsamt) oder Nylon üblich. Seltener werden unelastische Gewebe, beschichtete Gewebe oder für die erotisch-sexuell stimulierende Wirkung bei Reizwäsche bzw. bei Materialfetischismen Gummi, Leder oder Plastikfolien als Ausgangsmaterial verwendet. Ein übliches Beschichtungsmaterial ist PVC (Kunstleder, Lackgewebe). Als Gummi ist Naturgummi (umgangssprachlich auch Latex) am meisten verbreitet. Synthetische Gummis (wie z. B. Neopren) sind seltener vorzufinden, falls man Taucheranzüge nicht als Catsuits betrachtet. Des Weiteren gibt es Catsuits aus Naturmaterialien wie z. B. Merinowolle als warme Unterwäsche für den Winter.